# Lincs
Lincs Wind Farm er en britisk vindmøllepark på 270 MW, som blev indviet i 2013. Den ligger 8 kilometer fra Skegness ved Englands østkyst.. De 75 møller med en rotordiameter på 120 meter og en effekt på 3,6 MW er leveret af Siemens Wind Power.